# Cystisk fibros
Cystisk fibros eller Cystisk pankreasfibros eller mukoviskidos är en recessiv ärftlig sjukdom. Den är vanligast hos människor av nordeuropeisk härkomst. I Sverige är incidensen ungefär 1 fall per 5 000 födda barn. Sjukdomen orsakas av en defekt i genen Cystic Fibrosis Transmembrane Conductance Regulator (CFTR) som ger upphov till felaktig körtelfunktion hos bukspottkörteln, andningsvägarna och svettkörtlarna. Sjukdomen kännetecknas framför allt av onormalt hög slembildning i andningsvägarna, som leder till upprepade infektioner i lungorna. Andra sekundära komplikationer är obstruktiv lungsjukdom som i sin tur är upphov till lunginflammation, kronisk bronkit och även bronkiektasi. Sjukdomen drabbar även bukspottkörteln och kan därför leda till gallstas. Detta leder till två huvudsakliga konsekvenser:
- näringsämnen kan inte brytas ner, vilket skapar undernäring
- pankreasvätska skadar kroppens egen vävnad, vilket leder till kronisk pankreatit

Även svettsammansättningen är förändrad då den innehåller en hög mängd salter och är ett viktigt tecken hos drabbade patienter.

## Historia
Wehe dem Kind, das beim Kuß auf die Stirn salzig schmekt,

er ist verhext und muss bald sterbe.

Det är synd om det barn som smakar salt när man kysser det på pannan

för det är förhäxat och kommer snart att dö.

—Sjukdomen beskriven på medeltiden i tysk och schweizisk litteratur.
Man antar att sjukdomen uppstod omkring 3000 f.Kr. och att folkvandringar, genmutationer och ny föda kan vara orsak till dess uppkomst.
Cystisk fibros leder till en kraftigt förkortad livslängd och förr i tiden var det vanligt att man inte ens överlevde barndomen. På 1980-talet var medellivslängden bland personer med cystisk fibros under 30 år, men till följd av förbättrad vård och nya behandlingar har överlevnaden kraftigt förbättrats under de senaste decennierna. Idag är medellivslängden cirka 50 år i utvecklade länder och förväntas fortsatt förbättras de kommande åren. 

## Orsak
Sjukdomen orsakas av mutationer i en gen på kromosom 7. Denna gen som lokaliserades 1989, kodar för ett stort transmembrant protein benämnt CFTR (cystic fibrosis transmembrane conductance regulator). CFTR är ett transportprotein som genom ATP-hydrolys transporterar kloridjoner i epitelceller. Över 1000 mutationer är kända i CFTR.

## Sjukdomsförlopp
Lungorna får en annorlunda saltsammansättning som medför att slemmet blir segare än normalt. Slemmet kan vara svårt att hosta upp och täppa till vissa luftvägar samt utgöra en grogrund för bakterier.
Med tiden uppstår en omfattande bindvävsbildning i bukspottkörteln och förlust av dess funktion. Även levern drabbas av störningar i gallgångarna, vilket med tiden ger sekundär billiär cirrhosis.
Det kan vara värt att notera att sjukdomsförloppet vid cystisk fibrosis är mycket individuellt.

## Diagnostisering
Det ingår i sjukdomsbilden att personer med cystisk fibros har ett saltare svett, och därför är ett svettprov ett sätt att ställa diagnos för sjukdomen. I ett svettprov stimulerar man ett område på huden att svettas, samlar upp och analyserar svettet.
Cystisk fibros kan även diagnostiseras genom DNA-baserad diagnostik som påvisar mutationer i CFTR-genen.

## Fertilitet
Cystisk fibros leder i huvudsak till infertilitet hos män (98%) på grund av att sekretionen från seminalkörtlarna inte fungerar. Dessutom förändrat sekret från seminalkörtlarna och antingen frånvarande eller tilltäppta sädesledare. Detta gör att trots att spermier produceras som de skall så produceras inte de övriga vätskor som behövs för att sädesvätskan skall nå livmodern. Det är dock möjligt, om än svårt, att genomföra lyckade in vitro-fertiliseringar.
Kvinnor löper en 50% nedsatt fertilitet, till stor del beroende på sekretionsförändringar i livmodern men också menstruationscykelrubbningar på grund av kronisk inflammation samt näringsbrist.
Personer med cystisk fibros som önskar bli föräldrar får genetisk rådgivning om risker och komplikationer som kan uppstå, dels risken för att barnet blir bärare av två defekta CFTR-gener, samt de konsekvenser som sjukdomen leder till, bland annat den förkortade livslängden föräldrar med cystisk fibros har, och hur det kan påverka familjelivet.

## Vård i Sverige
Specialistvård för patienter med cystisk fibros bedrivs i Sverige på fyra olika CF-centras. Dessa finns lokaliserade på Universitetssjukhuset i Lund, Sahlgrenska Universitetssjukhuset i Göteborg, Karolinska Universitetssjukhuset i Huddinge kommun och Solna kommun samt Akademiska sjukhuset i Uppsala.